# البروتوكول الاختياري لاتفاقية حقوق الطفل بشأن إجراء الاتصالات
البروتوكول الاختياري لاتفاقية حقوق الطفل بشأن إجراء الاتصالات (بالإنجليزية: Optional Protocol to the Convention on the Rights of the Child on a Communications Procedure) هي معاهدة مفتوحة للدول الأطراف في إعلان حقوق الطفل. تم اعتماد البروتوكول من قبل الجمعية العامة للأمم المتحدة في 19 ديسمبر 2011 ودخل حيز التنفيذ في 14 أبريل 2014، بعد تصديق 10 دول.
اعتبارًا من سبتمبر 2019 تم التوقيع على البروتوكول من قبل 52 دولة وصدقت عليه أو انضمت إليها 46 دولة.